# Mandarin Daily News
 (avril 2018).

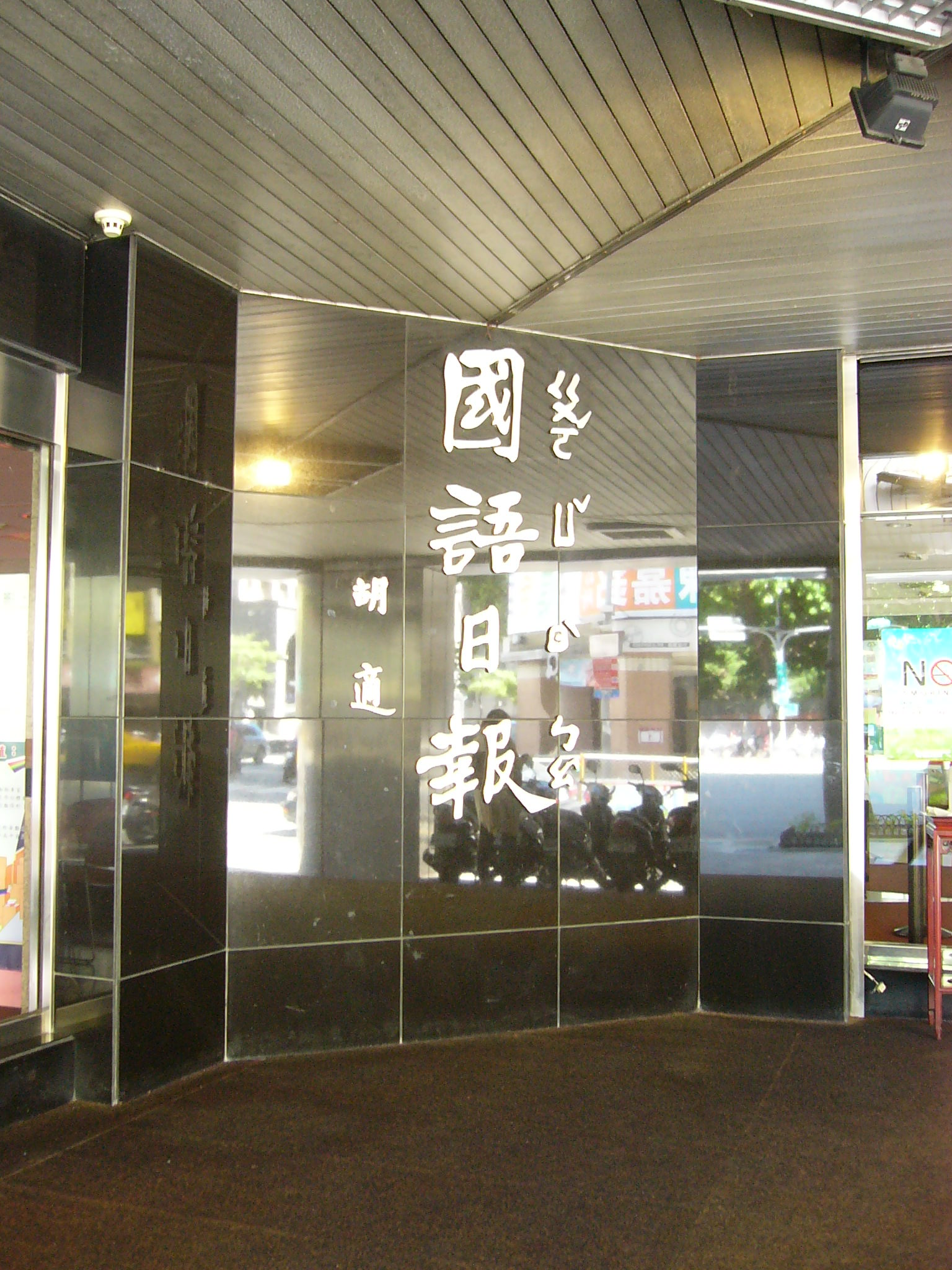
Entrée du Mandarin Daily News.

Le Mandarin Daily News (chinois simplifié : 国语日报 ; chinois traditionnel : 國語日報 ; pinyin : Guóyǔ Rìbào ; Wade : Kuo2-yü3 Jih4-pao4 ; pe̍h-ōe-jī : Kok-gú-ji̍t-pò; Gwoyeu Romatzyh: Gwoyeu Ryhbaw;  Zhuyin ㄍㄨㄛˊ ㄩˇ ㄖˋ ㄅㄠˋ) est un journal pédagogique de Taïwan écrit en chinois traditionnel. 
La plupart de textes sont publiés quotidiennement et accompagnés de la transcription phonétique Zhuyin (également appelée Bopomofo). Celle-ci se trouve a cote de chaque caractère afin de facilitera lecture et la prononciation. Ce projet a été fondé le 25 octobre 1948 et le but de ce journal est de faciliter l'apprentissage du mandarin traditionnel et de promouvoir la culture artistique et littéraire. 